# 根尾川花火大会
根尾川花火大会（ねおがわはなびたいかい）は、岐阜県本巣市と揖斐郡大野町の根尾川河畔で行われる花火大会である。

## 概要
- 毎年8月中旬に根尾川河畔で行われる花火大会である。1994年（平成6年）に本巣郡真正町と揖斐郡大野町との共同開催として始まり、2004年（平成16年）に真正町が本巣町、糸貫町、根尾村と合併し本巣市が発足すると、本巣市と大野町との共同開催となる。2024年で第29回を数える[1][2]
- 主催は本巣市と大野町が設置する実行委員会。本巣市、大野町、本巣市商工会、大野町商工会、本巣市観光協会、大野町観光協会、根尾川筋漁業組合、岐阜新聞、岐阜放送が後援する。
- 打ち上げ総数は約6,000発。
- 岐阜県内で岐阜新聞及び岐阜放送が主催（又は後援）する花火大会、「岐阜新聞・岐阜放送花火シリーズ」の一つである。

## 会場
- 根尾川河畔
  - 本巣市と大野町の境であり、薮川橋（国道303号）の上流付近となる（打ち上げ場所は本巣市屋井）

## 交通アクセス

### 自動車
- 当日は本巣市内（根尾川河川敷駐車場、屋井工業団地、土貴野ばら公園）、大野町内（大野東グラウンド、相羽グラウンド、大野町立東小学校など）が無料開放の駐車場となる[2]。